# In Deep
In Deep è un album degli Argent, pubblicato dalla Epic Records nel 1973.

## Tracce
Brani composti da Rod Argent e Chris White, tranne dove indicato
Lato A
1. God Gave Rock and Roll to You – 6:45 (Russ Ballard)
2. It's Only Money (Part 1) – 4:02 (Russ Ballard)
3. It's Only Money (Part 2) – 5:10 (Russ Ballard)
4. Losing Hold – 5:32

Lato B
1. Be Glad – 8:40
2. Christmas for the Free – 4:14
3. Candles on the River – 7:01
4. Rosie – 3:44 (Russ Ballard)

## Musicisti
God Gave Rock and Roll to You
- Rod Argent - organo, pianoforte elettrico, voce
- Russ Ballard - chitarra elettrica, chitarra acustica, voce solista
- Jim Rodford - basso, voce
- Robert Henrit - batteria

It's Only Money (Part 1)
- Rod Argent - organo, voce
- Russ Ballard - chitarra elettrica, voce solista
- Jim Rodford - basso, voce
- Robert Henrit - batteria

It's Only Money (Part 2)
- Rod Argent - organo, voce
- Russ Ballard - chitarra elettrica, voce solista
- Jim Rodford - basso, contrabbasso, voce
- Robert Henrit - batteria, percussioni

Losing Hold
- Rod Argent - organo, pianoforte elettrico, pianoforte, mellotron, voce
- Russ Ballard - chitarra elettrica, voce solista
- Jim Rodford - basso
- Robert Henrit - batteria, gong, orchestral bass drum

Be Glad
- Rod Argent - pianoforte, organo, voce
- Russ Ballard - chitarra elettrica, voce solista
- Jim Rodford - basso, voce
- Robert Henrit - batteria

Christmas for the Free
- Rod Argent - pianoforte, voce solista
- Derek Griffiths - chitarra elettrica solista
- Jim Rodford - basso, voce
- Robert Henrit - batteria

Candles on the River
- Rod Argent - organo, voce
- Russ Ballard - chitarra elettrica, voce solista
- Jim Rodford - basso, voce
- Robert Henrit - batteria

Rosie
- Rod Argent - pianoforte, voce
- Russ Ballard - chitarra elettrica, voce solista
- Jim Rodford - basso, voce
- Robert Henrit - batteria[3]